# Chaucenne
Chaucenne – miejscowość i gmina we Francji, w regionie Burgundia-Franche-Comté, w departamencie Doubs.
Według danych na rok 1990 gminę zamieszkiwały 442 osoby, a gęstość zaludnienia wynosiła 91 osób/km² (wśród 1786 gmin Franche-Comté Chaucenne plasuje się na 350. miejscu pod względem liczby ludności, natomiast pod względem powierzchni na miejscu 815.).

## Historia
Pierwsze wzmianki o Chaucenne sięgają 1134 roku. Na początku nazywało się "Chalcina" (z łacińskiego calcina "wapń"). Według innego źródła, nazwa pochodzi od rzymskiego żołnierza, Caucennus. Na początku XV wieku gmina przybiera nazwę Chacenne, a na początku XVIII wieku Chaulsenne lub Chaussenne.